# Hofe
Hofe (wohl identisch mit Hof) ist die Bezeichnung für die historischen Stadtviertel von einigen Städten im westfälischen Raum, so in Lippstadt, Geseke, Soest und Werl. Ein besonderes Beispiel für die historische Hofengliederung bietet die Stadt Soest.

## Die Hofen in Soest

Karte der Hofen in Soest

Wenn auch die Überlieferung die Hofen der Stadt Soest auf den fränkischen König Dagobert zurückführt, bzw. auf sechs rings um den „großen Teich“ liegende Urhöfe, so ist die Gliederung der Stadt Soest nach sechs Hofen doch eher eine Einrichtung, die auf den Kölner Erzbischof und Soester Stadtherren Philipp I. von Heinsberg zurückgeht. Diese Neuordnung steht offenbar im Zusammenhang mit der Fertigstellung des Soester Wallrings, durch die das innerstädtische Gebiet klar bestimmt wurde. Die Gliederung nach Hofen entspricht dem radialen Aufbau der Stadt und untergliedert das alte Soest gewissermaßen in sechs annähernd gleich große „Tortenstücke“. Eventuell stehen die historischen Hofen bereits zur Zeit ihrer Gründung 1179 im Zusammenhang mit der städtischen Verteidigung; zu jedem dieser Stadtsechstel gehören historisch ein bis drei Stadttore.

### Die sechs alten Soester Hofen
Aufgeführt sind die zugehörigen Stadttore und die von den Toren ins Stadtzentrum führenden Hauptwege:
- (Große) Nordhofe: Brüdertor, Schültingertor, Walburgertor, Hauptwege sind die Brüderstraße und die Walburgerstraße
- Große Westhofe, auch Nöttenhofe: Nöttentor, Hauptweg ist die Nöttenstraße, neben dem Nöttentor gab es einen Durchlass am Soestbach in der Nähe der Schonekindbastion
- Kleine Westhofe, heute Jakobihofe: Jakobitor, Hauptweg ist die Jakobistraße
- Paulihofe: Paulitor, Hauptweg ist die Paulistraße
- Thomähofe: Grandwegertor, Thomätor, Hauptweg sind der Grandweg und die Thomästraße
- Osthofe: Osthofentor, Hauptweg ist die Osthofenstraße